# Valtiendas
Valtiendas település Spanyolországban, Segovia tartományban. Valtiendas Sacramenia, Haza, Torreadrada, Fuentesoto és Fuentidueña községekkel határos. Lakosainak száma 77 fő (2024).

## Népesség
A település népessége az elmúlt években az alábbi módon változott:
| Lakosok száma | 184  | 161  | 150  | 146  | 130  | 100  | 80   | 88   | 82   | 77   |
|               | 2001 | 2004 | 2007 | 2009 | 2012 | 2014 | 2017 | 2019 | 2022 | 2024 |